# توافق بوینس آیرس
توافق بوینس آیرس (به انگلیسی: Buenos Aires Convention) معاهده‌ای است که در سال ۱۱ آگوست ۱۹۱۰ در بونس آیرس و زمینه قانون‌های حق تکثیر (کپی رایت) به وجود آمد.
| Country | Country             | Buenos Aires Convention | UCC             | Berne          |
| ------- | ------------------- | ----------------------- | --------------- | -------------- |
|         | آرژانتین            | ۱۹ آوریل ۱۹۵۰           | ۱۳ فوریه ۱۹۵۸   | ۱۰ ژوئن ۱۹۶۷   |
|         | بولیوی              | ۱۵ مه ۱۹۱۴              | ۲۲ مارس ۱۹۹۰    | ۴ نوامبر ۱۹۹۳  |
|         | برزیل               | ۳۱ اوت ۱۹۱۵             | ۱۳ ژانویه ۱۹۶۰  | ۹ فوریه ۱۹۲۲   |
|         | شیلی                | ۱۴ ژوئن ۱۹۵۵            | ۱۶ سپتامبر ۱۹۵۵ | ۵ ژوئن ۱۹۷۰    |
|         | کلمبیا              | ۲۳ دسامبر ۱۹۳۶          | ۱۸ ژوئن ۱۹۷۶    | ۷ مارس ۱۹۸۸    |
|         | کاستاریکا           | ۳۰ نوامبر ۱۹۱۶          | ۱۶ سپتامبر ۱۹۵۵ | ۱۰ ژوئن ۱۹۷۸   |
|         | جمهوری دومینیکن     | ۳۱ اکتبر ۱۹۱۲           | ۸ مه ۱۹۸۳       | ۲۴ دسامبر ۱۹۹۷ |
|         | اکوادور             | ۲۷ آوریل ۱۹۱۴           | ۵ ژوئن ۱۹۵۷     | ۹ اکتبر ۱۹۹۱   |
|         | گواتمالا            | ۲۸ مارس ۱۹۱۳            | ۲۸ اکتبر ۱۹۶۴   | ۱۱ ژانویه ۱۹۹۷ |
|         | هائیتی              | ۲۷ نوامبر ۱۹۱۹          | ۱۶ سپتامبر ۱۹۵۵ | ۱۱ ژانویه ۱۹۹۶ |
|         | هندوراس             | ۲۷ آوریل ۱۹۱۴           | —               | ۲۵ ژانویه ۱۹۹۰ |
|         | مکزیک               | ۲۴ آوریل ۱۹۶۴           | ۱۲ مه ۱۹۵۷      | ۱۱ ژوئن ۱۹۶۷   |
|         | نیکاراگوئه          | ۱۵ دسامبر ۱۹۱۳          | ۱۶ اوت ۱۹۶۱     | ۲۳ اوت ۲۰۰۰    |
|         | پاناما              | ۲۵ نوامبر ۱۹۱۳          | ۱۷ اکتبر ۱۹۶۲   | ۸ ژوئن ۱۹۹۶    |
|         | پاراگوئه            | ۲۰ سپتامبر ۱۹۱۷         | ۱۱ مارس ۱۹۶۲    | ۲ ژانویه ۱۹۹۲  |
|         | پرو                 | ۳۰ آوریل ۱۹۲۰           | ۱۶ اکتبر ۱۹۶۳   | ۲۰ اوت ۱۹۸۸    |
|         | ایالات متحده آمریکا | ۱ اوت ۱۹۱۱              | ۱۶ سپتامبر ۱۹۵۵ | ۱ مارس ۱۹۸۹    |
|         | اروگوئه             | ۱۱ مه ۱۹۱۹              | ۱۲ آوریل ۱۹۹۳   | ۱۰ ژوئیه ۱۹۶۷  |